# Goldene Goethe-Medaille
Die Goldene Goethe-Medaille ist eine seit 1910 unregelmäßig von der 1885 in Weimar gegründeten Goethe-Gesellschaft vergebene Ehrung, die an Personen mit besonderen Verdiensten um die Erforschung und Vermittlung von Leben, Werk und Wirken Johann Wolfgang von Goethes verliehen wird. Die Verleihung erfolgt auf Beschluss des Vorstandes durch den Präsidenten der Goethe-Gesellschaft in öffentlicher Form. Die Goldene Goethe-Medaille ist die höchste Auszeichnung der Goethe-Gesellschaft. Sie wurde über Jahrzehnte von dem 2017 verstorbenen Medailleur Helmut König geschaffen.

## Andere Goethe-Ehrungen
Die Goldene Goethe-Medaille ist nicht zu verwechseln mit der Goethe-Medaille für Kunst und Wissenschaft; der Goethe-Medaille des Goethe-Instituts; dem Goethepreis der Stadt Frankfurt; der Goetheplakette der Stadt Frankfurt am Main oder der Goethe-Plakette des Landes Hessen.

## Träger der Medaille
- 1910: Julius Wahle
- 1910: Max Morris (1861–1943)
- 1920: Max Hecker
- 1920: Hans Gerhard Gräf
- 1924: Max Friedlaender
- 1928: Rudolf Payer von Thurn (1867–1932)
- 1929: Konrad Burdach
- 1934: Anton Kippenberg
- 1935: Hans Wahl
- 1938: Julius Petersen
- 1942: Eduard Scheidemantel
- 1942: Eduard Spranger
- 1948: Otto von Güntter
- 1970: Andreas Bruno Wachsmuth
- 1975: Erich Trunz
- 1975: Helmut Holtzhauer
- 1976: Wilhelm Girnus
- 1976: Hans Tümmler
- 1979: Karl-Heinz Hahn
- 1982: Leiva Petersen
- 1984: Fritz Martini
- 1985: Ilse Graham (1914–1988)
- 1985: Pierre Grappin (1915–1997)
- 1989: Hans-Günther Thalheim
- 1989: Walter Müller-Seidel
- 1991: Dorothea Kuhn
- 1991: Dorothea Hölscher-Lohmeyer
- 1991: Wolf von Engelhardt
- 1993: Wilhelm Emrich
- 1993: Arthur Henkel
- 1993: Lew Sinowjewitsch Kopelew
- 1993: Victor Lange
- 1995: Siegbert Salomon Prawer (1925–2012)
- 1995: Stuart Atkins (1914–2000)
- 1995: Effi Biedrzynski
- 1995: Jutta Hecker
- 1997: Renate Grumach (* 1926)
- 1997: Gonthier-Louis Fink (1928–2022)
- 1997: Hans Siegbert Reiss
- 1999: Karl Robert Mandelkow
- 1999: Peter Michelsen
- 1999: Katharina Mommsen
- 1999: Terence James Reed
- 1999: Siegfried Unseld
- 2001: Karl Richter
- 2001: Gerhard Kaiser
- 2001: Luciano Zagari (1928–2008)
- 2001: Peter Stein
- 2001: Daniel Barenboim
- 2003: Naoji Kimura
- 2005: Hans-Jürgen Schings
- 2007: Manfred Eigen
- 2009: Dietrich Fischer-Dieskau
- 2009: Norbert Miller
- 2010: Werner Keller
- 2011: Young-Ae Chon (* 1951)
- 2013: Yang Wuneng
- 2013: Jochen Schmidt
- 2015: Walter Hinderer
- 2017: Nicholas Boyle
- 2017: Dieter Borchmeyer
- 2019: Hendrik Birus
- 2019: David Wellbery
- 2021: Helena Cortés Gabaudan
- 2021: Maoping Wei  (* 1954)